# Université maritime Bangabandhu Sheikh Mujibur Rahman
Université maritime Bangladesh (BMU) ( bengali : বাংলাদেশ মেরিটাইম বিশ্ববিদ্যালয় ) a été créée en 2013, la 37ème université publique du pays. Il s'agit de la première université maritime du Bangladesh, de la 3e université maritime d'Asie du Sud et de la 12e université maritime au monde. Il a lancé ses premiers appels d'admission en décembre 2016. Le programme de licence en océanographie a débuté le 3 janvier 2017 sur le campus temporaire de l'université à Mirpur, dans le cadre du tout premier lancement de la classe Bachelor à l'université. Puis, en 2018, la première promotion de BSc en cours d'architecture navale et d'ingénierie offshore a débuté. Deux autres cours du programme ont débuté en 2019. LLB en droit maritime et BBA en gestion portuaire et logistique. 2020 BSc en pêche maritime, premier lot d'admission et début des cours.

## Histoire
L'université maritime Bangabandhu Sheikh Mujibur Rahman (BSMRMU), au Bangladesh, est devenue la toute première université maritime du Bangladesh par une loi du Parlement du 26 octobre 2013.

## Liste des vice-chanceliers
- Contre-amiral ASM Baten (à la retraite) [6]
- Contre-amiral M Khaled Iqbal (en) (à la retraite)
- Contre-amiral Mohammad Musa (en) (actuel)

## Facultés

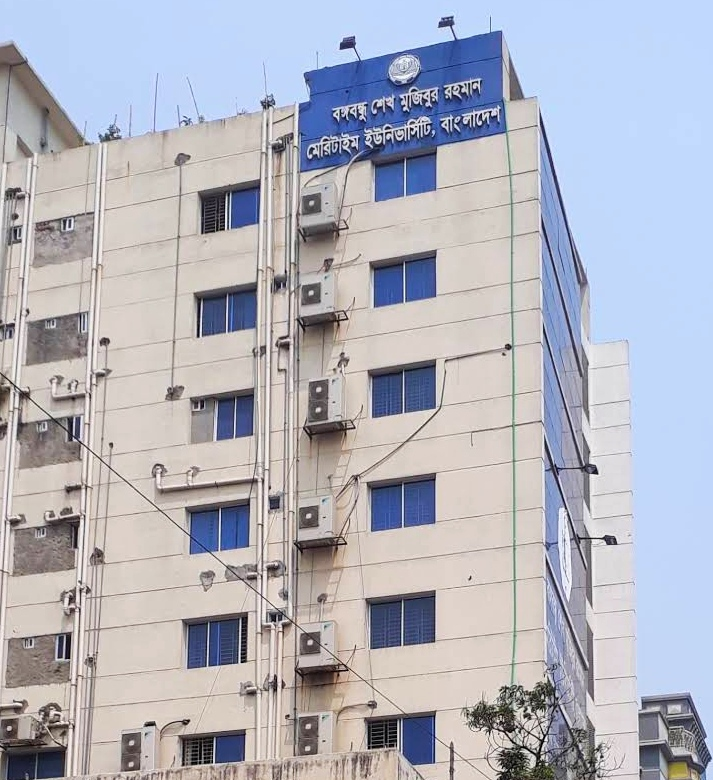
Bâtiment-1 (Campus de Dhaka)

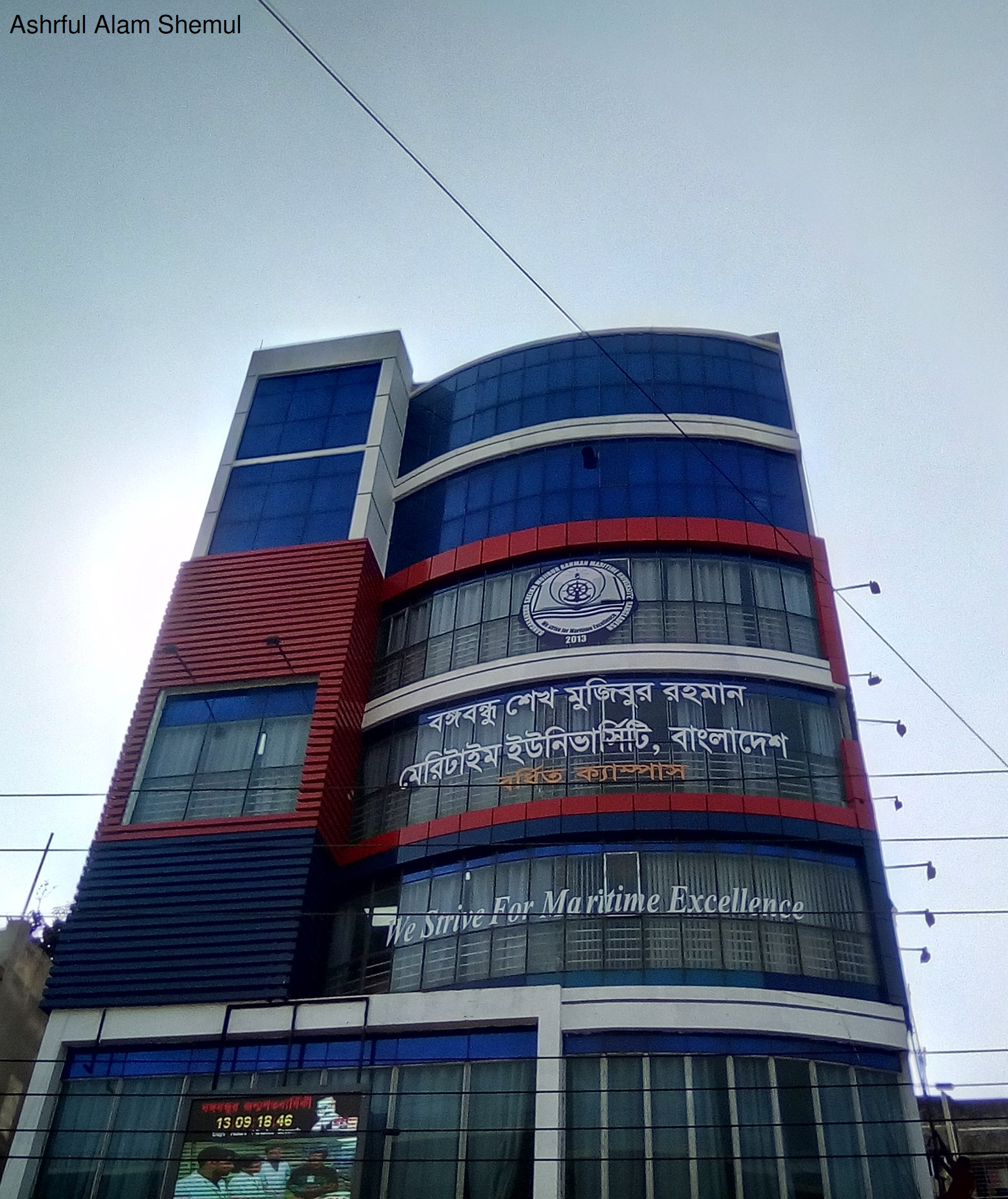
Bhaban-2 (Campus de Dacca)

L'université compte 36 départements répartis sur un total de 8 facultés d'enseignement et de recherche aux niveaux du premier et du troisième cycle dans les domaines de la pêche maritime, de la gestion et de l'administration de la sécurité maritime, de l'ingénierie et de la technologie navales, de l'océanographie, du droit maritime international, etc. Cependant, seuls 5 départements sont ouverts au niveau premier cycle. Il existe également un baccalauréat en sciences marines pour les cadets de la Marine. En dehors de cela, des diplômes de troisième cycle sont également délivrés dans certaines matières supplémentaires. À l'avenir, des licences seront également délivrées dans ces facultés. Les facultés sont les suivantes :
1. Faculté de gouvernance et de politique maritimes (FMGP)
2. Faculté d'administration maritime (FSA)
3. Faculté des sciences de la terre et des océans (FEOS)
4. Faculté d'ingénierie et de technologie (FET)
5. Faculté d'informatique (FCSI)
6. Faculté d'études commerciales maritimes (FMBS)
7. Faculté des études générales (FGS)

## Instituts affiliés
Détails des instituts
1. Académie maritime du Bangladesh (en), chattogram
2. Académie des pêches maritimes du Bangladesh, Chattogram (en)
3. Académie maritime du Bangladesh, Sylhet
4. Académie maritime du Bangladesh, Pabna
5. Académie maritime du Bangladesh, Barishal
6. Académie maritime du Bangladesh, Rangpur
7. Académie maritime internationale

## Installations

### Campus
L'université a son campus temporaire à Pallabi, Mirpur-12 à Dhaka. Mais un campus permanent sera établi sur un terrain de 106,6 acres à Hamidchar, Bakolia à Chittagong.

### Laboratoires informatiques
Un laboratoire informatique est disponible pour les étudiants du BSMRMU. Le laboratoire informatique est situé au 1er étage du campus. Les ordinateurs du laboratoire sont connectés à la fois aux réseaux WIFI et Internet haut débit.

### Centre de conférence
L'université maritime Bangabandhu Sheikh Mujibur Rahman, au Bangladesh, dispose d'un auditorium au 5ème étage de son campus temporaire. La capacité d’accueil de l’auditorium est de 90 personnes.

### Visites et tournées industrielles/d'études
Pour suivre le rythme du monde pratique et orienter les étudiants dans le domaine maritime, BSMRMU organise des visites industrielles, des sorties sur le terrain, des visites, etc. dans différentes industries et organisations maritimes nationales et internationales. Le programme du programme de maîtrise de l'université a également été conçu avec une visite d'étude/une excursion obligatoire pour que la visite reste efficace. À la frontière nationale, les étudiants avaient l'habitude de visiter l'autorité portuaire de Chittagong, l'autorité portuaire de Mongla, la Bangladesh Shipping Corporation (en), les navires de la marine du Bangladesh, les sociétés/agences de transport de fret, le terminal intérieur de conteneurs de Pangaon, le dépôt intérieur de conteneurs de Kamalapur, les dépôts intérieurs privés de conteneurs, le département de Transport maritime, BIWTA, BIWTC, compagnies maritimes privées, sociétés d'arrimage privées, privées et gouvernementales. chantier naval et chantier naval détenus, chantier de démolition de navires, plage de la mer, navire de recherche océanographique, etc. Lors de la tournée à l'étranger, les étudiants avaient l'habitude de visiter différents instituts, organisations, industries maritimes, etc. dans les pays d'Asie du Sud et d'Asie du Sud-Est.

## Collaboration
- Liste des universités/organisations collaborées (à l'étranger) [7]
  - Université maritime mondiale
  - Université maritime de Shanghai
  - Université maritime de Dalian
  - Université maritime du Myanmar
  - Université maritime indienne
  - Université occidentale de Sydney
  - Université d'Hawaï à Hilo
  - Université maritime du Vietnam
  - Université de Strathclyde
  - Chantier naval et travaux d'ingénierie limités
  - Institut de modélisation de l'eau

## Universitaires

### Programmes de premier cycle
- Faculté des sciences de la Terre et des océans
  - B.Sc. (Hons) en océanographie
  - B.Sc. (Hons) en pêches maritimes et aquaculture
- Faculté d'ingénierie et de technologie
  - B.Sc. en architecture navale et ingénierie offshore
- Faculté d'administration maritime
  - BBA en gestion portuaire et logistique
- Faculté de gouvernance et politique maritimes
  - LLB en droit maritime

### Programmes de troisième cycle
- Master en océanographie
- MSc en architecture navale et ingénierie offshore
- MSc en ingénierie côtière et fluviale
- Master en Biotechnologie Marine
- Master en sciences maritimes
- MBA en gestion du tourisme et de l'hôtellerie
- Master en gestion portuaire et maritime
- Master en développement maritime et études stratégiques
- LLM en droit maritime
- MBA en affaires maritimes

### Cours courts (certificats)
- Gestion de la chaîne d'approvisionnement
- Expédition de fret
- Assurance maritime et réclamation
- Manutention et transport de marchandises dangereuses
- Anglais maritime
- Gestion de projet

## Halls de résidence
Il y a deux résidences sur le campus de l'université de Dhaka pour faciliter le séjour des étudiants. Ces salles sont situées à Mirpur DOHS (en). Toutes sortes d'installations résidentielles sont disponibles dans ces halls.
- Hall-1 (Aile masculine-1)
- Hall-2 (Aile féminine)
- Hall-3 (Aile masculine-2)

## Lectures complémentaires
- « JS passes bill to discipline overseas employment », Dhaka Tribune,‎ 24 octobre 2013 (lire en ligne)
- « Govt appoints VC, registrar, treasurer in BSMRMU », The Daily Observer,‎ 22 janvier 2014 (lire en ligne)
- « Role of Bangabandhu Sheikh Mujibur Rahman Maritime University », The Daily Star,‎ 14 août 2014 (lire en ligne)
- « BSMRMU launches certificate courses », The Daily Star,‎ 21 juillet 2016 (lire en ligne)
- « Orientation held at Maritime University », The Independent, Dhaka,‎ 4 octobre 2016 (lire en ligne)
- « 63pc students have no dorm facilities at public varsities », The New Nation,‎ 3 décembre 2016 (lire en ligne)
- « 77 pc public varsity teachers have no housing facilities », The New Nation,‎ 4 décembre 2016 (lire en ligne)
- « BSc (Hons) in Oceanography at BSMRMU », The New Nation,‎ 4 janvier 2017 (lire en ligne)